# 切爾沃諾赫里霍里夫卡
47°37′48″N 34°31′28″E / 47.63000°N 34.52444°E
切爾沃諾赫里霍里夫卡（羅馬化：Chervonohryhorivka）是位於烏克蘭中部的鎮，由第聶伯羅彼得羅夫斯克州尼科波爾區切爾沃諾赫里霍里夫卡市鎮負責管轄。該鎮座落於卡霍夫卡水庫右岸，並距離尼科波爾以東北16公里，海拔高度39米，2025年人口5,172。